# Guillaume III de Hainaut
Pour les articles homonymes, voir Guillaume III.
Guillaume de Wittelsbach, dit l'Insensé (né à Francfort en 1330, mort au Quesnoy le 15 mars 1389), fut duc de Bavière-Straubing (Guillaume Ier) de 1347 à 1389, comte de Hollande, de Zélande (Guillaume V) de 1354 à 1389 et de Hainaut (Guillaume III) de 1356 à 1389. Il était fils de Louis IV de Wittelsbach, duc de Bavière puis empereur et de Marguerite II d'Avesnes, comtesse de Hainaut, de Hollande et de Zélande.

## Biographie
Sa mère avait hérité des comtés de Hainaut, de Hollande et de Zélande en 1345 à la mort de son frère aîné et nommé des gouverneurs, puis avait décidé de les gouverner personnellement à la mort de son mari. Mais Guillaume revendiqua le gouvernement de la Hollande et s'allia à la noblesse hollandaise. En l’année 1347, Guillaume, de crainte de voir les chevaliers hainuyers prendre soit le parti de l’Angleterre, soit celui de la France, dans la Guerre de Cent Ans opposant ces deux royaumes, interdit à tous ses sujets de quitter le Hainaut. Malgré l'aide anglaise aux batailles de Veere et de Zwartewaal, Marguerite ne réussit pas à reprendre la Hollande et la Zélande et les abandonna à son fils en 1354. Elle mourut en 1356 au Quesnoy, lui laissant le Hainaut.
Guillaume lui succéda en étant « inauguré » à Mons (26 février 1357 : date nouv. st.) et à Valenciennes selon le cérémonial et le protocole d’usage. Il prit immédiatement des mesures destinées à assurer la sécurité du comté. Il imposa aux bourgeois de Mons, aux Lombards et aux Juifs de demeurer constamment armés : cette obligation est à l’origine des « milices bourgeoises » qui maintiendront l’ordre, la sécurité et la défense perpétuelle des villes, des comtes et du pays de Hainaut.
En vue d’assurer son pouvoir aux confins du comté vis-à-vis du puissant duché de Brabant, il accorda à la ville frontalière hainuyère de Hal, une charte de franchises en juillet 1357. Après être parvenu à apaiser ses contentieux avec l’évêque d’Utrecht, il joua en 1357, un rôle de médiateur entre le comte de Flandre, Louis II de Male et, Jeanne de Brabant, au sujet de la seigneurie de Malines. Sa sentence rendue à Ath en date du 3 juillet 1357, mit fin aux contestations entre les deux camps opposés.
Quelques années plus tard, vers 1354, il sombra dans la démence et dut être interné, d'abord à La Haye puis au château d'Ath en 1358 et, dès l'année suivante, à celui du Quesnoy où une aile donnant sur un jardin clôturé lui fut réservée. Son frère Albert prit alors la régence.
Il est enterré à Valenciennes. Son corps fut inhumé dans un tombeau de la chapelle d'Artois de l'église des Frères Mineurs.
Guillaume accorda le droit de cité aux villes néerlandaises suivantes : Monnickendam, Weesp, Naarden en 1355, Enkhuizen en 1356, Edam et Hoorn suivirent en 1357.

## Mariage et descendance
Il épousa en 1352 Maud de Lancastre, née en 1339, fille d'Henri de Grosmont, duc de Lancastre, et d'Isabelle de Beaumont, décédée en 1362 dans des circonstances troubles (les sources anglaises prétendent qu'elle aurait été empoisonnée). Ils eurent une fille, née en 1356 et morte la même année.
D'une relation avec Catharina Gerrits Busendr. (1332-1370) une fille est née :
- Élisabeth de Bavière (vers 1350-1415). Elle épousa Bruysten Jans van Herwijnen, chevalier en 1386, seigneur de Loevestein (vers 1330-1410).

## Sources
- Ressource relative aux beaux-arts :   - British Museum
- Notice dans un dictionnaire ou une encyclopédie généraliste :   - Deutsche Biographie
- Notices d'autorité :   - VIAF
  - GND
- Général baron Guillaume, « Guillaume III », Académie royale de Belgique, Biographie nationale, vol. 8, Bruxelles, 1885 [détail des éditions], p. 480-481.
- Geoffroy G. Sury, « Bayern Straubing Hennegau : la Maison de Bavière en Hainaut, XIVe-XVe s. », Edit. G. G. Sury, Bruxelles, © 2010 (2e éd.), pp. 107-122.